# David Shugar
David Shugar (ur. 10 września 1915 w Józefowie, zm. 31 października 2015 w Warszawie) – kanadyjski biofizyk pracujący w Polsce, twórca polskiej szkoły biofizyki molekularnej.

## Życiorys
W wieku 4 lub 5 lat wyemigrował wraz z rodzicami do Kanady. W 1936 ukończył studia z dziedziny fizyki na Uniwersytecie McGilla w Montrealu uzyskując stopień magistra; doktorat uzyskał tamże w 1940 na podstawie rozprawy Stark effect in copper and nickel. Od stycznia 1941 do czasu powołania do służby wojskowej pracował w przedsiębiorstwie badawczym w Leaside w pobliżu Toronto. W okresie II wojny światowej służył od 1944 w marynarce kanadyjskiej w stopniu electrical sub-lieutenant. Zajmował się urządzeniami do zwalczania łodzi podwodnych.
Od 1946 pracował w kanadyjskim ministerstwie zdrowia i spraw socjalnych. W latach 1948–1950 był zatrudniony w Instytucie Pasteura w Paryżu, pracując nad kinetyką i mechanizmami działania enzymów, a następnie do 1952 w Centrum Fizyki Jądrowej Uniwersytetu w Brukseli, gdzie zajmował się właściwościami spektralnymi składników kwasów nukleinowych i białek.
Z inicjatywy prof. Leopolda Infelda przeniósł się w 1952 do Polski, gdzie objął kierownictwo Zakładu Biochemii w Państwowym Zakładzie Higieny w Warszawie. Od 1954 działał jednocześnie w Instytucie Biochemii i Biofizyki Polskiej Akademii Nauk. W roku 1965 stworzył katedrę biofizyki na Wydziale Fizyki Uniwersytetu Warszawskiego. W tym samym roku został wybrany na pierwszego prezesa Polskiego Towarzystwa Fizyki Medycznej; pełnił tę funkcję do 1969. Od 1980 był członkiem zagranicznym Polskiej Akademii Nauk.
Był autorem lub współautorem ponad 400 publikacji naukowych cytowanych przeszło 11 tys. razy. Wychował wielu uczniów.
Jego żona, Grace Wales Shugar (1918–2013) stworzyła na Wydziale Psychologii Uniwersytetu Warszawskiego ośrodek psycholingwistyki rozwojowej. Mieli córkę Barbarę (1947–1964).
Zmarł w Warszawie, pochowany na cmentarzu Wojskowym na Powązkach (kwatera N-1-21).

## Odznaczenia, nagrody i wyróżnienia
- Nagrodę I stopnia Państwowej Rady ds. Wykorzystania Energii Jądrowej (1961)[9]
- Indywidualna Nagroda Państwowa II stopnia (1966)
- Doktorat honoris causa Uniwersytetu w Gandawie, Belgia (1969)
- Nagroda Zespołowa Ministra Nauki i Szkolnictwa za organizację Katedry Biofizyki UW (1969)
- Złoty Medal Międzynarodowego Towarzystwa Fotobiologicznego im. Nielsa Finsena (1976)
- Nagroda Fundacji im. Alfreda Jurzykowskiego (1984)[9]
- Nagroda Ministra Nauki i Szkolnictwa Wyższego I stopnia (1987)
- Srebrny Medal Europejskiego Towarzystwa Biofizycznego (1988)
- Medal im. Leona Marchlewskiego (1991)[9]
- Krzyż Komandorski Orderu Odrodzenia Polski (1995)[9]
- Doktorat honoris causa Uniwersytetu Warszawskiego (1995)
- Nagroda im. Profesora Hugona Steinhausa za organizację I Festiwalu Nauki w Warszawie (1998)[10]
- Medal im. Mariana Smoluchowskiego (2002)
- Nagroda Prezesa Rady Ministrów (2006)
- Medal im. Mikołaja Kopernika PAN (2006)
- Medal im. Michała Oczapowskiego (2015)[11]